# Peterstal (Heidelberg)

Lage von Peterstal in Heidelberg

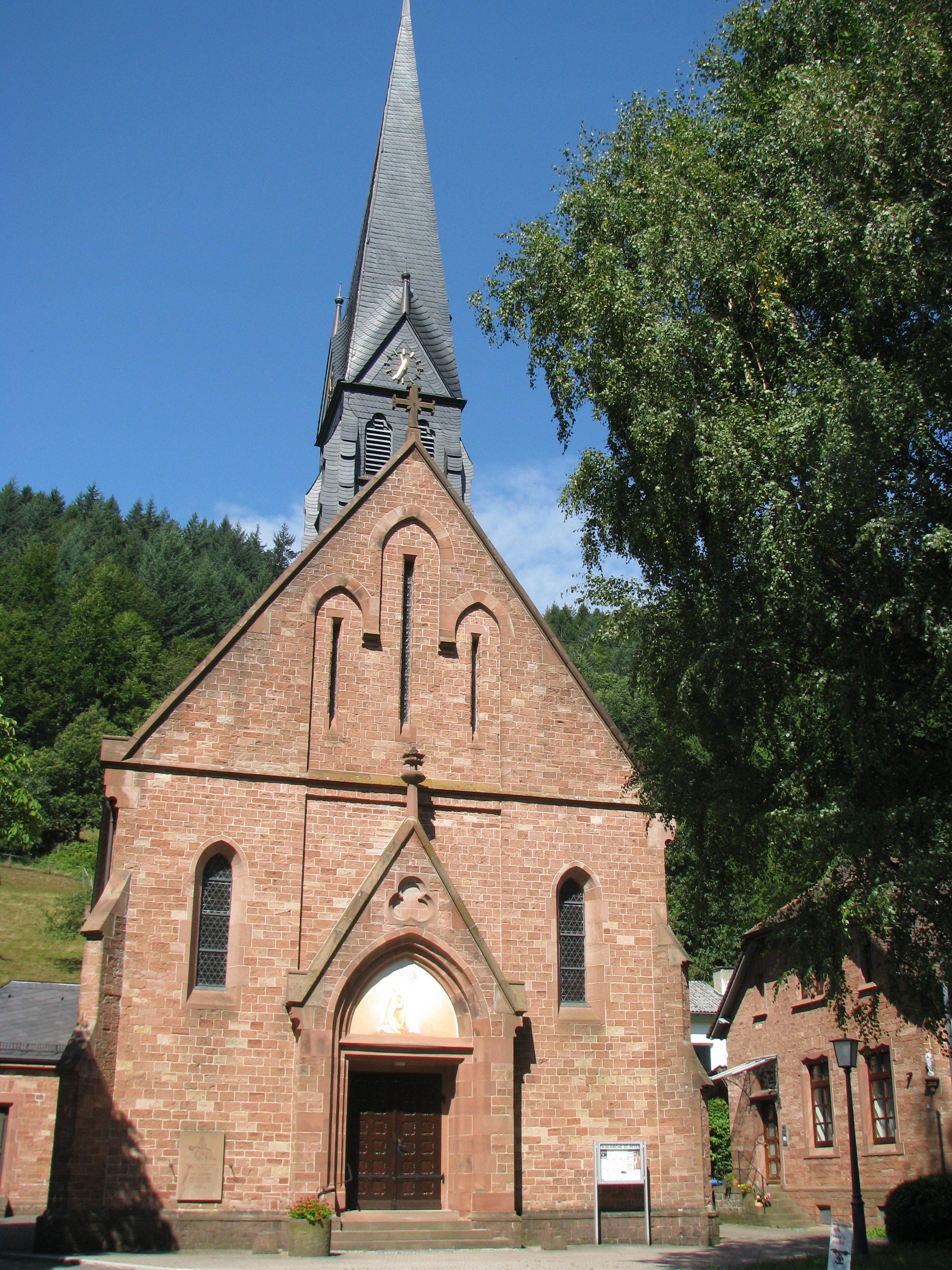
Kirche in Peterstal

Peterstal (ⓘ) ist eine Ortslage und ein statistischer Bezirk in Heidelberg mit einer Fläche von 3,75 km² und 1.024 Einwohnern (Stand: 31. Dezember 2019). Sie befindet sich rund fünf Kilometer nordöstlich des Stadtzentrums im Steinbachtal im Odenwald unterhalb von Apfelskopf (370 m) und Dossenheimer Kopf (539 m). Verwaltungsmäßig gehört Peterstal zum Stadtteil Ziegelhausen.

## Geschichte
Der Ort ging aus einer Glashütte hervor, die im Jahre 1710 von dem aus der hessischen Grafschaft Isenburg stammenden Johann Peter Wenzel und seinen drei Brüdern gegründet wurde. Wenzel wurden gegen einen jährlichen Grundzins von 180 Gulden 300 Morgen Waldfläche von Kurfürst Johann Wilhelm erbbeständlich überlassen. Nachdem Wenzels Brüder die Glashütte 1713 verließen und der zwischenzeitliche Pächter Theobald Bohrer aus Hirschhorn seinen Verpflichtungen nicht nachkam, erwarb der ehemalige Major des kurfürstlichen gelben Dragonerregiments Ludwig Reinhard von Junken dreiviertel von Wenzels Grundbesitz. Nach und nach siedelten beide immer mehr Familien an, wobei manche Bürger auch gegen ein Schutzgeld Zuflucht fanden. Wenzel erwarb den Anteil von Junkens nach dessen Tod 1734 für 1400 Gulden zurück. Nach dem Tod Johann Peter Wenzels 1743 und dem seiner Frau 1753, kaufte der Kurfürst das Gebiet von den Erben zurück und fortan wurden nur Unterpächter geduldet, wobei die Interessen des Kurfürsten stets durch einen Stabhalter vertreten wurden.
Im Jahr 1803 wurde die Kurpfalz dem späteren Großherzogtum Baden zugeschlagen und im Zuge dessen wurde Peterstal zu einem selbstständigen Ort erhoben mit eigener Gerichtsbarkeit und Verwaltung.
Zu Beginn des 19. Jahrhunderts bildete sich mit dem Wäschereigewerbe ein neuer Erwerbszweig aus. Im Laufe der Jahre wuchs dieser stetig an, sodass um 1900 etwa 25 % der 485 Personen umfassenden Bevölkerung dem Wäschereigewerbe in insgesamt 61 ortsansässigen Betrieben nachgingen. Die Kunden waren hauptsächlich wohlhabende Familien aus Heidelberg und Mannheim, sowie Hotels und Gaststätten. 
Das Ortsbild wurde zu Beginn des 20. Jahrhunderts entscheidend durch das Wirken des langjährigen Bürgermeisters Johann Jung (1865–1921) geprägt, unter dessen Führung unter anderem der Vorplatz der katholischen Kirche St. Peter entstand, sowie das alte Schulgebäude das zugleich als Rathaus genutzt wurde. Im Jahre 1936 wurde Peterstal von Ziegelhausen eingemeindet, und seit 1975 gehören beide Orte zur Universitätsstadt Heidelberg.

## Sehenswürdigkeiten
Die katholische Kirche St. Peter wurde 1896 als Ersatz für die seit 1738 auf dem Gelände des Friedhofs bestehende und mit der Zeit baufällig gewordene Peterskapelle nach Plänen von Ludwig Maier im neugotischen Stil errichtet. Die im Barockstil erbaute Kapelle, nach der der Ort benannt wurde, stand auf dem Gebiet des heutzutage immer noch genutzten Friedhofs. Die zum Bau nötigen Mittel wurden von Johann Peter Wenzel gestiftet um den ortsansässigen Familien den Zugang zu einem Gotteshaus zu ermöglichen. Der Ortsgründer und seine Frau Catharina Margaretha wurden nach ihrem Tod in der Peterskapelle beigesetzt. Die originalen Grabplatten der Gräber des Stifterpaares sind in der 1953 an Stelle der alten Peterskapelle errichteten neuen Friedhofskapelle in der Außenwand eingelassen.